# 榮耀頌
《榮耀頌》或稱《聖三光榮經》（拉丁語：Gloria Patri），在天主教會中，與《天主經》及《聖母經》並為常用祈禱經文之一。在新教傳統教會中，是除《三一頌》外常唱的歌。一般規定在牧師講道完畢以後，所有會眾和詩班員便會站立同唱。然而，除了傳統的基督教教會，如天主教會、中華基督教會、聖公會外，現今唱《榮耀頌》的新教教會比會唱《三一頌》的更少。
《榮耀頌》有三個版本：G大調、降A大調和降E大調。但歌詞全部也相同。

## 頌詞內容

### 拉丁文
Gloria Patri, et Filio, et Spiritui Sancto,

Sicut erat in principio, et nunc, et semper, et in saecula saeculorum. Amen.

但願榮耀歸於父，子，聖靈，

起初這樣，現在也這樣，以後也這樣，也永無窮盡。阿們。

## 聖公會版本
- 黑皮公禱書譯本：但願榮耀歸於聖父、聖子、聖靈，始初如此，現今如此，後來亦如此，永無窮盡，阿們。
- 日常禮讚譯本：但願榮耀歸於聖父、聖子、聖靈，起初這樣，現在這樣，將來也這樣，永世無盡，阿們。

## 天主教版本
舊譯：

一、天主父、及天主子、及天主聖神，吾願其獲光榮。厥初如何，今茲亦然，以迨永遠，及世之世。阿們/亞孟。 

二、天主聖父、聖子、及聖神，吾願其獲光榮。厥初如何，今茲亦然，以迨永遠，及世之世。阿們/亞孟。

新譯：

願光榮歸於父，及子，及聖神。起初如何，今日亦然，直到永遠。阿們/亞孟。

## 中国基督教协会版本
中国基督教协会发行的《赞美诗（新编）》收录该赞美诗，列为第392首，歌词如下。

但愿荣耀归与父、子、圣灵，父、子、圣灵，起初这样，现在这样，以后也这样，永无穷尽！阿们，阿们。